# 신의 손

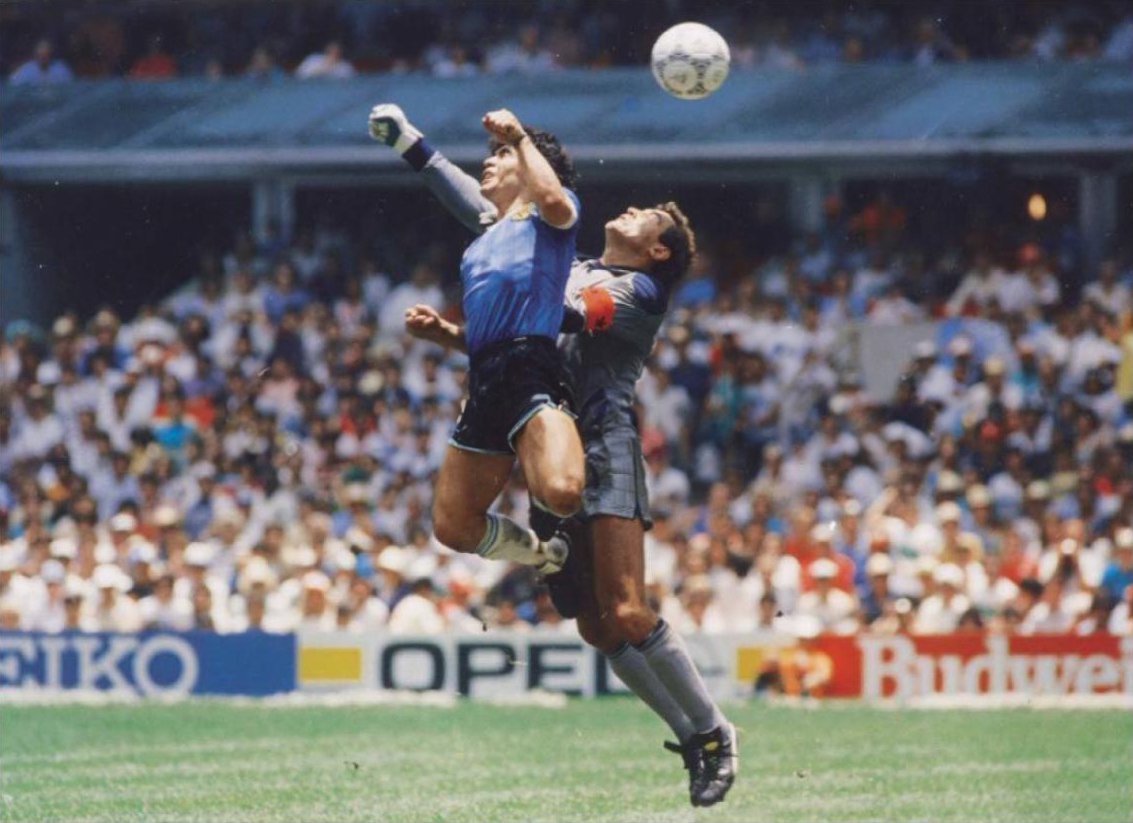
마라도나가 "신의 손"을 이용하는 모습.

디에고 마라도나의 '신의 손' 사건 그림 요약(스페인어로 되어있음)

신의 손(神의 손, 영어: The Hand of God, 스페인어: La mano de Dios)은 축구 용어 가운데 하나로 손을 이용해서 골을 넣는 행위, 손을 이용해서 실수를 저지하는 행위에 대한 완곡한 표현이다. 1986년 FIFA 월드컵에 참가한 아르헨티나의 디에고 마라도나가 잉글랜드와의 1986년 FIFA 월드컵 8강전에서 손을 이용해서 골을 넣은 데서 유래된 이름이다.

## 개요
1986년 6월 22일, 아르헨티나와 잉글랜드는 에스타디오 아스테카에서 1986년 FIFA 월드컵 8강전 경기를 벌였다. 전반 경기는 득점 없이 끝났으나 후반전 아르헨티나가 첫 골을 뽑아냈다. 후반전 6분경 마라도나는 잉글랜드 페널티 에어리어 근처에서 호르헤 발다노와 2:1 패스를 시도했으나 공은 잉글랜드 왼쪽 미드필더였던 스티브 호지의 발에 굴절되며 페널티 에어리어 안에서 뜬 채로 날아올랐다. 이때 단독으로 페널티 에어리어에 침투한 마라도나는 잉글랜드의 골키퍼였던 피터 실턴과 1:1 상황에서 헤딩 경합을 했다. 당시 잉글랜드 선수가 마지막으로 공을 건드렸기 때문에 마라도나는 오프사이드가 아니었다. 마라도나는 키가 168cm에 불과한 반면, 실턴은 185cm였고 게다가 손을 쓸 수 있는 골키퍼였기 때문에 실턴이 마라도나보다 유리한 상황이었다. 그런데 마라도나는 헤더 경합 도중 왼손 주먹으로 공을 건드려서 공을 잉글랜드 골문에 밀어넣었다. 더욱 놀라운 일은 주심이 이것을 득점으로 인정했다는 것이다. (후에 경기의 주심은 자기는 손으로 넣었는지 머리로 넣었는지 확실히 알 수 없었으나, 선심에게 문의한 결과 손으로 넣은 것이 아니라고 했기 때문에 골로 인정했다고 밝혔다.) 잉글랜드 선수들은 격렬하게 항의했으나 판정은 번복되지 않았다.
이 골은 결국 득점으로 인정되었고, 후에 마라도나가 다시 한 골을 추가해서 아르헨티나가 2-0으로 앞서게 된다. 잉글랜드는 게리 리네커가 한 골을 추격했지만, 결국 경기는 아르헨티나가 2-1로 승리하게 된다. 경기가 끝난 후 마라도나는 인터뷰에서 자신의 골은 ‘신의 손에 의해서 약간, 나머지는 마라도나의 머리에 의해서’ 득점한 것이라고 답해서 논란은 더욱 심해졌다. 마라도나는 2002년에 발간된 자신의 자서전에서 그 골은 손으로 넣은 것이라고 인정했다.

## 비슷한 사건
마라도나의 신의 손 이후로도 축구계에서는 현재까지 이와 비슷한 상황들이 종종 발생하고 있다. 2010년 FIFA 월드컵 유럽 지역 예선에서는 프랑스와 아일랜드의 플레이오프 2차전 경기에서 프랑스의 윌리암 갈라스가 연장 전반 13분에 1-1 동점골을 기록하기 직전에 티에리 앙리가 손을 이용해서 공을 건드린 장면이 포착되어 논란이 되기도 했다.
우루과이의 축구 선수인 루이스 수아레스는 손을 자주 사용하여 언급되고 있다. 2010년 FIFA 월드컵 가나와의 8강전에서는 손으로 공을 막았다가 퇴장을 당하기도 했으며, 2013년 1월 7일 FA컵 리버풀과 맨스필드 타운의 경기에서는 공을 오른손으로 가볍게 쳐서 발 앞에 떨군 뒤 골로 연결했다.
아르헨티나의 축구 선수인 리오넬 메시는 바르셀로나에 소속되어 있던 시절인 2007년 6월 10일, 스페인 프로축구 프리메라리가의 바르셀로나와 에스파뇰의 경기에서 에스파뇰이 1-0으로 앞서고 있을 때, 에스파뇰의 수비수를 맞고 나온 공에 대해 헤딩슛을 시도하는 과정에서 왼손으로 공을 쳐서 동점골을 성공시키기도 하였다.
브라질의 축구 선수인 루이스 파비아누는 2010년 FIFA 월드컵의 조별리그 G조 2차전인 코트디부아르와의 경기에서 1-0으로 앞서고 있던 후반 6분 공중에 뜬 공이 파비아누 자신의 손에 닿은 데 이어 수비수를 제치고 다시 공중에 뜬 공을 아예 파비아누 자신의 오른팔에 갖다대는 등 연속으로 2번이나 핸들링을 범한 끝에 추가골을 성공시키기도 하였다.
2016년 코파 아메리카 센테나리오 브라질과 페루의 B조 3차전에서도 양팀이 0-0이던 후반 29분 경, 페루의 라울 루이디아스의 득점으로 페루가 0-1로 앞서게 되었으나 브라질 선수들은 루이디아스가 손으로 골을 넣었다며 거세게 항의했고 주심과 부심이 이에 대해 상의를 했다. 이 장면은 느린 화면에서도 명백한 핸드볼 파울이었으나 결국 페루의 득점으로 처리되어 중계화면 스코어도 0-1에서 0-0으로 바뀌었다가 다시 0-1로 바뀌는 해프닝을 빚었다. 결국 브라질은 추가 득점에 실패하여 억울하게 조별 리그에서 탈락하는 수모를 당했다.